# 烏赫里尼夫 (伊凡諾-法蘭科夫斯克州)
48°58′8″N 24°39′57″E / 48.96889°N 24.66583°E
烏赫里尼夫（羅馬化：Uhryniv）是烏克蘭西部伊萬諾-弗蘭科夫斯克州伊万诺-弗兰科夫斯克区乌赫里尼夫市镇内的村落及其行政中心。面積9.55平方公里，2001年人口3,227，人口密度每平方公里337.9人。